# Ruyuekou
Ruyuekou (chinesisch 茹越口, Pinyin Rú yuè kǒu) ist ein Dorf im Kreis Ying der bezirksfreien Stadt Shuozhou in der Provinz Shanxi.
Ruyuekou liegt in der Nähe des strategisch wichtigen Passes Pingxingguan, bei dem im September 1937 im Zweiten Chinesisch-Japanischen Krieg die Schlacht von Pingxingguan stattfand, in der die Chinesen einen kleineren Sieg gegen die unaufhaltsam vorrückenden Japaner gewannen.
Bei den anschließenden Kämpfen wurde in der Umgebung von Ruyuekou die chinesische 6. Armeegruppe unter Liang Jiantang von den Japanern geschlagen, und Liang Jiantang verlor zusammen mit 1.400 Soldaten und Offizieren sein Leben.
In der Nähe von Ruyuekou liegt ein Abschnitt der Chinesischen Mauer am Schnittpunkt der beiden Mauerbereiche Yanmenguan und Pingxingguan.
Koordinaten: 39° 24′ N, 113° 15′ O